# Mastophora caesariata
Mastophora caesariata là một loài nhện trong họ Araneidae.
Loài này thuộc chi Mastophora. Mastophora caesariata được miêu tả năm 2006 bởi Eberhard & Herbert Walter Levi.